# Lois Chiles
Lois Cleveland Chiles (* 15. April 1947 in Houston, Texas) ist eine US-amerikanische Schauspielerin. Ihre bekanntesten Rollen sind die der Linnet Ridgeway in der Agatha-Christie-Verfilmung Tod auf dem Nil und der CIA-Agentin Holly Goodhead in dem James-Bond-Film Moonraker. Chiles wurde nicht zuletzt durch ihren Auftritt in der Fernsehserie Dallas als Holly Harwood, Erbin eines Ölkonzerns, bekannt.

## Lebenslauf
Lois Cleveland Chiles wurde in Houston, Texas geboren und wuchs in Alice, Texas auf. Sie studierte an der University of Texas in Austin und dem früheren Finch College in New York, wo sie von einem Redakteur des Magazins Glamour entdeckt wurde, der auf der Suche nach einer jungen Frau für das Titelblatt der jährlichen College-Ausgabe war. Sie bekam den Job und hatte bald einen Vertrag bei der Modelagentur Wilhelmina Models. Während der frühen 1970er Jahre behielt sie ihren Status als Topmodel, bevor sie 1972 ihr Filmdebüt im Film Together For Days hatte. Für die Karriere als Schauspielerin benutzte sie den Namen Lois Chiles. Schon 1973 spielte sie im Film So wie wir waren an der Seite von Robert Redford und Barbra Streisand die College-Liebe von Redfords Filmcharakter Hubbell Gardiner. Ein Jahr später spielte sie eine wichtige Nebenrolle in Der große Gatsby. Sie erschien 1978 in der Agatha-Christie-Verfilmung Tod auf dem Nil und hatte zusammen mit Peter Ustinov, Mia Farrow und Bette Davis eine Hauptrolle. 1979 spielte sie die schöne und kluge CIA-Agentin Holly Goodhead im James-Bond-Film Moonraker – Streng geheim an der Seite von Roger Moore. Ursprünglich hätte sie schon im James-Bond-Film Der Spion, der mich liebte die Rolle der russischen Agentin Major Amassova spielen sollen. Diese Rolle erhielt dann jedoch Barbara Bach.
Lois Chiles trat 1996 im Disney-Film Wenn Wünsche in Erfüllung gehen auf und 1997 als verängstigte Kreuzfahrtpassagierin in Speed 2: Cruise Control. Im selben Jahr absolvierte Chiles einen Cameo-Auftritt in der Bond-Persiflage Austin Powers – Das Schärfste, was Ihre Majestät zu bieten hat, wobei ihre Szene aus der US-amerikanischen Fassung herausgeschnitten wurde.
Chiles hatte auch einige Fernsehauftritte, beispielsweise als Holly Harwood, der Geliebten von J.R. in der Serie Dallas von 1982 bis 1983, sowie als Gastdarstellerin in der Fernsehserie Mord ist ihr Hobby im Jahr 1990. 2005 wurde sie von Quentin Tarantino, einem Freund, mit dem sie früher schon zusammengearbeitet hatte, für die Rolle der Mutter des fiktiven Charakters Nick Stoke in dem aus zwei Folgen bestehenden Finale der fünften Staffel der Serie CSI: Den Tätern auf der Spur engagiert. Tarantino hatte die Drehbücher der Folgen geschrieben und war auch Regisseur.
Zeitweise lehrte Chiles Schauspielerei an der Universität Houston.
Kurz nach dem Tod ihres jüngeren Bruders beendete sie eine drei Jahre dauernde Beziehung zu Don Henley, Mitglied der Rock-Gruppe Eagles. Ihr Vater M. Clay Chiles (Bruder des Öl-Tycoons und Texas-Rangers-Besitzers Eddie Chiles) starb 1997, ein Verlust, der mit ihrem eigenen kurzen, erfolgreichen Kampf gegen Brustkrebs zusammenfiel. 2005 heiratete sie das erste Mal, den Wall Street-Wertpapierhändler und Philanthropen Richard Gilder. Derzeit teilt sie ihre Zeit zwischen ihren Wohnsitzen in Maine, New York City, Los Angeles und Houston.

## Filmografie (Auswahl)
- 1972: Together for Days
- 1973: So wie wir waren (The Way We Were)
- 1974: Der große Gatsby (The Great Gatsby)
- 1978: Coma
- 1978: Tod auf dem Nil (Death on the Nile)
- 1979: James Bond 007 – Moonraker – Streng geheim (Moonraker)
- 1981: Hart aber herzlich (Hart to Hart, Fernsehserie, Folge 2x17 Die Schwestern)
- 1982–1983: Dallas (Fernsehserie, 25 Folgen)
- 1984: Courage
- 1986: Sweet Liberty
- 1987: Creepshow 2
- 1987: Nachrichtenfieber – Broadcast News (Broadcast News)
- 1989: Teen Lover (Say Anything…)
- 1989: Twister – Keine ganz normale Familie (Twister)
- 1990: Ehebruch – Einer war ihr nicht genug (Burning Bridges, Fernsehfilm)
- 1990: Im Banne der Schlange (In the Eye of the Snake)
- 1990: Mord ist ihr Hobby (Murder, She Wrote, Fernsehserie, Folge 7x07)
- 1991: Bis ans Ende der Welt
- 1991: Keiner kommt hier lebend raus (Diary of a Hitman)
- 1992: Hölle der Leidenschaft (Obsessed, Fernsehfilm)
- 1994: L.A. Law – Staranwälte, Tricks, Prozesse (L.A. Law, Fernsehserie, Folge 8x20)
- 1995: Innocent Babysitter (The Babysitter)
- 1995: Flippers neue Abenteuer (Flipper, Fernsehserie, Folge 1x10)
- 1996: Curdled – Der Wahnsinn (Curdled)
- 1996: Wenn Wünsche in Erfüllung gehen (Wish Upon a Star, Fernsehfilm)
- 1997: Bliss – Im Augenblick der Lust (Bliss)
- 1997: Die Nanny (The Nanny, Fernsehserie, Folge 4x22)
- 1997: Austin Powers – Das Schärfste, was Ihre Majestät zu bieten hat (Austin Powers: International Man of Mystery)
- 1997: Speed 2 (Speed 2: Cruise Control)
- 1998: Black Cat Run – Tödliche Hetzjagd (Black Cat Run, Fernsehfilm)
- 2000: Eventual Wife (Kurzfilm)
- 2002: Achtung: Nicht jugendfrei! (Warning: Parental Advisory, Fernsehfilm)
- 2005: CSI: Vegas (CSI: Crime Scene Investigation, Fernsehserie, Folge 5x24)
- 2006: Kettle of Fish
- 2024: Guns & Moses